# Ukrajinśka trybuna
Ukrajinśka trybuna (ukr. Українська трибуна) – emigracyjne pismo ukraińskie wydawane na początku lat 20. XX wieku.
Pierwszy numer pisma zaczął wychodzić w maju 1921 w Warszawie. Był wydawany każdego dnia przez zwolenników Symona Petlury. Funkcję redaktora naczelnego objął Ołeksandr Salikowski. Wydawcą był Wołodymyr Ostrowski. Pismo miało swoich przedstawicieli w kilku krajach (Czechosłowacji, Bułgarii, Królestwie SHS, Francji, Holandii, Belgii, Niemczech). Autorami artykułów i felietonów byli m.in. Ołeksandr Łotocki, Andrij Nikowski, Ołeksandr Kowałewski, Mykoła Worony, Wjaczesław Prokopowycz, Wasyl Szczurat, Pawło Zajcew, Iwan Feszczenko-Czopiwski, Łeonid Biłecki, Iwan Ohijenko, Łewko Czykałenko. Publikowane teksty dotyczyły życia emigracji ukraińskiej w II Rzeczypospolitej, działalności rządu ukraińskiego na emigracji, problemów internowanych żołnierzy ukraińskich, sytuacji na radzieckiej Ukrainie, a także spraw kulturalnych, historycznych i ekonomicznych. Redakcja przeżywała poważne trudności finansowe, co spowodowało nawet czasowe zawieszenie wydawania pisma pod koniec 1921 roku. Przestało ono ukazywać się w marcu 1922 roku po wydaniu blisko 200 numerów. Wynikało to z faktu zamieszczenia serii artykułów poświęconych kwestii Galicji Wschodniej i Wołynia, które były niezgodne z polityką polską wobec tych terenów. Kontynuacją „Ukrajinśkiej trybuny” od 1923 roku było pismo „Trybuna Ukrajiny”.